# ستان سميث
ستان سميث (بالإنجليزية: Stan Smith)‏ مواليد 14 ديسمبر 1946 في كاليفورنيا، الولايات المتحدة، هو لاعب كرة مضرب أمريكي سابق بدأ مسيرته كمحترف سنة 1969 وكان يلعب باليد اليمنى، اعتزل اللعب في 1985. سبق أن كان المصنف الأول عالمياً. كما أنه أحد أبطال الجراند سلام.

## بطولات حققها
- بطولة ويمبلدون
- بطولة أستراليا المفتوحة للتنس
- بطولة أمريكا المفتوحة للتنس

## نهائيات البطولات الكبرى

### الفردي: 3 (الألقاب 2 – الوصافة 1)
| الحصيلة | السنة | البطولة                     | المنافس      | النتيجة                 |
| ------- | ----- | --------------------------- | ------------ | ----------------------- |
| الوصافة | 1971  | بطولة ويمبلدون              | جون نيوكومب  | 3–6, 7–5, 6–2, 4–6, 4–6 |
| الفوز   | 1971  | بطولة أمريكا المفتوحة للتنس | يان كوديس    | 3–6, 6–3, 6–2, 7–6(5–3) |
| الفوز   | 1972  | بطولة ويمبلدون              | إيلي ناستاسي | 4–6, 6–3, 6–3, 4–6, 7–5 |

## روابط خارجية
- ستان سميث على موقع إن إن دي بي (الإنجليزية)

- ستان سميث على موقع رابطة محترفي التنس (الإنجليزية)
- ستان سميث على موقع الاتحاد الدولي لكرة المضرب (الإنجليزية)
- ستان سميث على موقع كأس ديفيز (الإنجليزية)
- ستان سميث على موقع قاعة مشاهير كرة المضرب الدولية (الإنجليزية)
- ستان سميث على موقع خلاصة التنس.كوم (الإنجليزية)